# Andrew Cunningham
Andrew Browne Cunningham, 1. vikomt Cunningham z Hyndhope, díky iniciálám známý pod přezdívkou ABC (Andrew Browne Cunningham, 1st Viscount Cunningham of Hyndhope, 1st Baron Cunningham of Hyndhope, 1st Baronet Cunningham of Bishop's Waltham) (7. ledna 1883, Rathmines, Irsko – 12. června 1963, Londýn, Anglie), byl britský admirál, úspěšný námořní vojevůdce za druhé světové války ve Středomoří. U britského královského námořnictva sloužil od roku 1897 a jako ambiciózní důstojník se uplatnil již v první světové válce. V meziválečném období sloužil převážně ve Středozemním moři, kde byl již v hodnosti admirála od roku 1939 vrchním velitelem. Prosadil se v řadě střetnutí bojích ve Středomoří, v roce 1942 vedl námořní misi do USA a podílel se na plánech invaze Spojenců v jižní a severní Evropě. V letech 1943–1946 zastával funkci prvního námořního lorda. V roce 1945 s titulem barona vstoupil do Sněmovny lordů, o rok později byl povýšen na vikomta. Ještě během války dosáhl u námořnictva nejvyšší možné hodnosti velkoadmirála (Admiral of the Fleet) (1943).

## Životopis

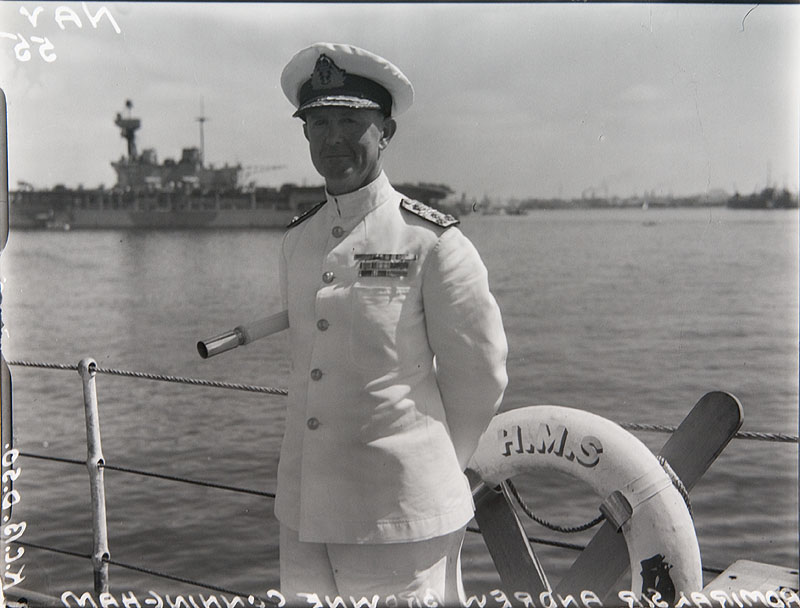
Admirál Cunningham jako vrchní velitel ve Středomoří za druhé světové války

Narodil se jako druhorozený syn Daniela Johna Cunninghama (1850–1909), přírodovědce a člena Královské společnosti, po otci i matce měl původ ve Skotsku. Dětství strávil v Dublinu, kde zahájil školní docházku, poté krátce studoval v Edinburghu. Do námořnictva vstoupil v roce 1897 a absolvoval kadetní výcvik na lodi HMS Britannia. Během búrské války sloužil u Mysu Dobré naděje a zúčastnil se několika bojových akcí, poté si ještě doplnil vzdělání a v roce 1904 byl jmenován poručíkem. Poté sloužil ve Středozemním moři a za první světové války již velel torpédoborcům. Za účast v bitvě o Gallipoli byl povýšen na komandéra (1915). Po válce obdržel hodnost kapitána a získal Řád za vynikající službu (1919). Krátce působil u kontrolní spojenecké komise v Německu. Za ruské občanské války pomáhal kontrolovat pobřeží Polska a Litvy v Baltském moři, kde vynikl svými odvážnými manévry. Pod velením admirála Waltera Cowana pak sloužil v severní Americe, v této době mimo jiné navštívil Kanadu a v roce 1929 dostal pod své velení poprvé velkou loď (HMS Rodney). V letech 1931–1933 byl v hodnosti komodora velitelem loděnic v Chathamu a v roce 1932 byl povýšen na kontradmirála. V letech 1932 byl zároveň krátce námořním pobočníkem krále Jiřího V. a v roce 1934 získal Řád lázně.

### Druhá světová válka

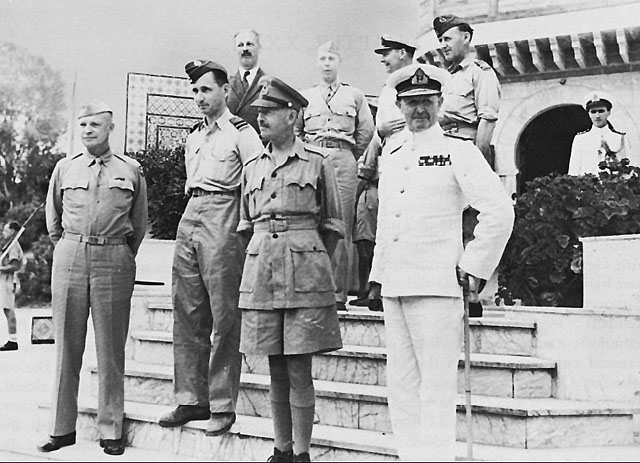
Vylodění Spojenců na Sicílii (1943, zleva americký generál Eisenhower, pozdější maršál RAF Arthur Tedder, generál Harold Alexander a admirál Cunningham)

Ve 30. letech působil převážně ve Středomoří, kde byl velitelem torpédoborců (1933–1936) a v roce 1936 dosáhl hodnosti viceadmirála. Soustředil se na výcvik námořnictva s důrazem na noční operace. V letech 1937–1938 velel první bitevní eskadře na vlajkové lodi HMS Hood a těsně před druhou světovou válkou působil krátce v Londýně, kde byl lordem admirality a zástupcem náčelníka námořního štábu. V lednu 1939 byl jako nositel rytířského kříže Řádu lázně povýšen do šlechtického stavu s titulem Sir. Od 1. června 1939 byl vrchním velitelem ve Středozemním moři, kde během války velel sérii střetů označovaných pod souhrnným názvem bitva o Středozemní moře. V července 1940 bojoval v bitvě u Kalábrie, v listopadu téhož roku z moře podpořil letecký útok na přístav Taranto. Na jaře 1941 svedl vítěznou bitvu u Matapanu, poté za cenu těžkých ztrát evakuoval britskou armádu z Kréty a Řecka. V březnu 1942 dočasně rezignoval na velení ve Středomoří a odjel do USA, kde byl jmenován šéfem námořní mise. Spolupracoval s americkým admirálem Ernestem Kingem a poté byl jmenován vrchním velitelem spojeneckého britsko-amerického loďstva pro invazi do severní Afriky a vylodění na Sicílii. Znovu také převzal vrchní velení ve Středozemním moři (únor 1943), bojové operace v té době řídil z Gibraltaru, kde navázal přátelství s generálem Eisenhowerem. V září 1943 přijal na Maltě kapitulaci italského námořnictva, čímž byla Itálie vyřazena z další účasti na válce. Po úmrtí admirála Pounda byl v říjnu 1943 jmenován prvním námořním lordem a náčelníkem námořního štábu. V této funkci se zúčastnil konferencí v Casablance, Káhiře, Teheránu, na Jaltě a v Postupimi. Podílel se také na plánech vylodění v Normandii a participaci britského námořnictva v dalších bojích v Pacifiku. V roce 1943 zároveň dosáhl nejvyšší možné hodnosti velkoadmirála (Admiral of the Fleet). V březnu 1946 byl stižen infarktem a krátce nato rezignoval na funkci prvního námořního lorda.

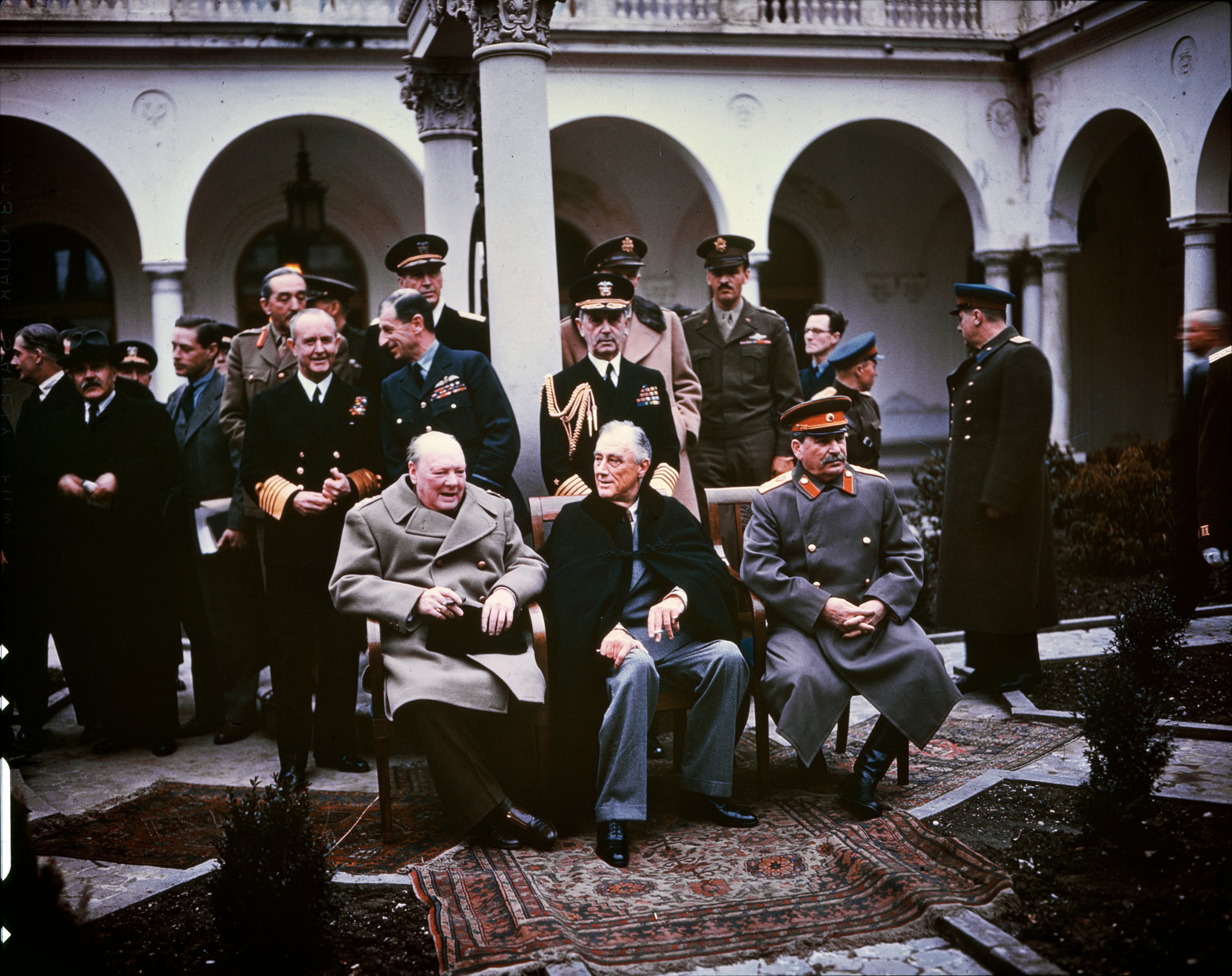
Jaltská konference (1945), admirál Cunningham stojí vlevo od Winstona Churchilla

Ještě během války získal další vyznamenání, v roce 1941 získal velkokříž Řádu lázně, poté obdržel skotský Bodlákový řád (1945) a po válce byl dekorován Řádem za zásluhy (1946). V roce 1942 získal titul baroneta, poté byl s titulem barona povolán do Sněmovny lordů (1945) a po odchodu z funkce prvního námořního lorda byl povýšen na vikomta (1946). Řadu ocenění získal také v zahraničí. Po válce zastával řadu čestných funkcí ve Skotsku, byl lordem-rektorem univerzity v Edinburghu (1945–1948) a poté dvakrát lordem-komisařem církevního shromáždění (Lord High Commissioner to General Assembly to the Church of Scotland, 1950–1951 a 1952–1953). Naposledy veřejně vystoupil v prestižní hodnosti lorda korunovačního nejvyššího hofmistra při korunovaci Alžběty II. (1953). Byl autorem pamětí vydaných v roce 1951 pod názvem A Sailor's Odyssey.
Zemřel v Londýně 12. června 1963 ve věku osmdesáti let a na vlastní přání byl pohřben v Portsmouthu do moře.
Jeho starší bratr John Cunningham (1882–1968) byl podplukovníkem v armádě a jako lékař působil v Indii. Nejmladší z bratrů Alan Gordon Cunningham (1887–1983) sloužil také v armádě, za druhé světové války v hodnosti generála bojoval v severní Africe a poté byl vysokým komisařem pro Palestinu (1945–1948).

## Ocenění

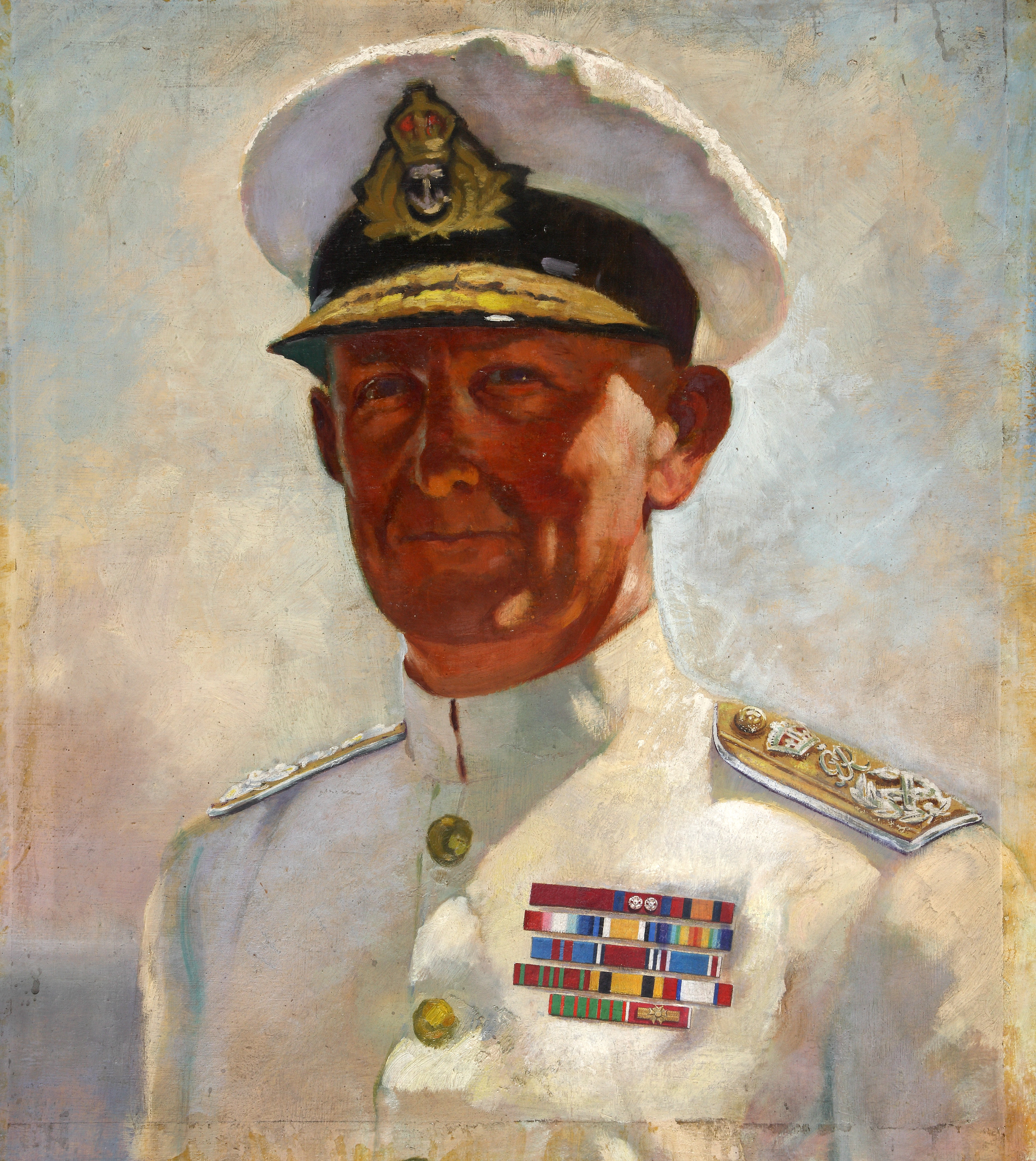
Portrét velkoadmirála Cunninghama (1943)

- šlechtické tituly - baronet (1942), baron (1945), vikomt (1946)
- Řád za vynikající službu (1916, 1919 a 1920)
- Řád lázně - společník (1934), komandér (1939), rytíř velkokříže (1941)
- Řád bodláku (1945)
- Řád Za zásluhy (1946)
- Řád nizozemského lva (1947)
- Řád Jiřího I. (Řecko) (1947)
- Řád čestné legie (Francie)
- Válečný kříž (Francie)
- Válečný kříž (Belgie)
- Záslužná legie (USA)
- Navy Distinguished Service Medal (USA)
- Army Distinguished Service Medal (USA)
- Řád slávy (Tunisko)
- Řád oblaku a praporu (Tchaj-wan)
- Řád Ouissam Alaouite (Maroko)
- čestné občanství v Londýně, Edinburghu, Manchesteru a Lincolnu
- čestný doktorát na univerzitách v Oxfordu, Cambridge, Edinburghu, Glasgow, Leedsu, St Andrews a Sheffieldu
- čestný člen Královské společnosti v Edinburghu